# D'yer Mak'er
"D'yer Mak'er" er en sang fra det engelske rockband Led Zeppelin fra albummet Houses of the Holy (1973).

## Modtagelse
| Udgivelse      | Land                   | Vursering        | År   | Rang |
| -------------- | ---------------------- | ---------------- | ---- | ---- |
| Radio Caroline | Det forenede Kongerige | "Top 500 Tracks" | 1999 | 453  |

## Udgivne versioner
1973 7" single (US/Australia/New Zealand: Atlantic 45-2986, Austria/Germany: Atlantic ATL 10377, Canada: Atlantic AT 2986, France: Atlantic 10377, Greece: Atlantic 2091236, Japan: Warner Pioneer P-1265A, Mexico: Atlantic G-1275, Peru: Atlantic ALT 2986, Spain: Atlantic HS 987, Venezuela: Atlantic 5-001, Yugoslavia: Atlantic 26077)
- A. "D'yer Mak'er" (Bonham, Jones, Page, Plant) 4:23
- B. "The Crunge" (Bonham, Jones, Page, Plant) 3:17

1973 7" single (Holland: Atlantic ATL 10374)
- A. "D'yer Mak'er" (Bonham, Jones, Page, Plant) 4:23
- B. "Gallows Pole" (trad. arr. Page, Plant) 4:56

1973 7" promo (UK: Atlantic K 10296, South Africa: Trutone 45)
- A. "D'yer Mak'er" (Bonham, Jones, Page, Plant) 4:23
- B. "The Crunge" (Bonham, Jones, Page, Plant) 3:17

1973 7" EP (Mexico: Atlantic GX 07-818)
- A1. "D'Yer Mak'er" (Bonham, Jones, Page, Plant) 4:23
- A2. "Over the Hills and Far Away" (Page, Plant) 4:47
- B1. "Black Dog" (Jones, Page, Plant) 4:56
- B2. "Misty Mountain Hop" (Jones, Page, Plant) 4:38

1973 7" EP (Argentina: Music Hall 40.019)
- A1. "D'Yer Mak'er" (Bonham, Jones, Page, Plant) 4:23
- A2. "The Crunge" (Bonham, Jones, Page, Plant) 3:17
- B1. "The Ocean" (Bonham, Jones, Page, Plant) 4:31
- B2. "No Quarter" (Jones, Page, Plant) 7:00

## Hitlisteplaceringer
| 1973                               | Højest opnåede position |
| ---------------------------------- | ----------------------- |
| US Billboard Hot 100 Singles Chart | 20                      |
| US Cash Box Top 100 Singles Chart  | 16                      |
| US Record World 100 Top Pops       | 15                      |

| 1974                             | Højest opnåede position |
| -------------------------------- | ----------------------- |
| Canadian RPM Top 100 Chart       | 24                      |
| Canadian CHUM Chart              | 7                       |
| New Zealand Top 50 Singles Chart | 20                      |

## Medvirkende musikere
- Robert Plant - vokal
- Jimmy Page - guitar
- John Paul Jones - bas, klaver
- John Bonham - trommer